# Talsperre Seomjingang
Die Talsperre Seomjingang ist eine Talsperre mit Wasserkraftwerk in der Provinz Jeollabuk-do, Südkorea. Sie staut den Seomjin zu einem Stausee auf. Das zugehörige Kraftwerk Chilbo hat eine installierte Leistung von 34,8 MW.
Die Talsperre wurde von 1961 bis 1965 errichtet. Sie dient neben der Stromerzeugung auch dem Hochwasserschutz und der Trinkwasserversorgung. Die Talsperre ist im Besitz der Korea Water Resources Corporation (K-Water).

## Absperrbauwerk
Das Absperrbauwerk ist eine Gewichtsstaumauer aus Beton mit einer Höhe von 64 m. Die Länge der Mauerkrone beträgt 344 m. Die Dammkrone liegt auf einer Höhe von 200 m über dem Meeresspiegel. Das Volumen des Bauwerks beträgt 410.000 m³.

## Stausee
Beim normalen Stauziel von 196,5 m  (max. 197,7 m bei Hochwasser) erstreckt sich der Stausee über eine Fläche von rund 26,5 km² und fasst 466 Mio. m³ Wasser.

## Kraftwerk
Von der Talsperre führt ein Tunnel mit einer Länge von 6,2 km zum Kraftwerk Chilbo. Das Kraftwerk verfügt über eine installierte Leistung von 34,8 MW. Die Fallhöhe beträgt 151,7 m.